# Râul Gota
Râul Gota este un curs de apă, afluent al râului Dârjov. 